# Coca Sant Climent

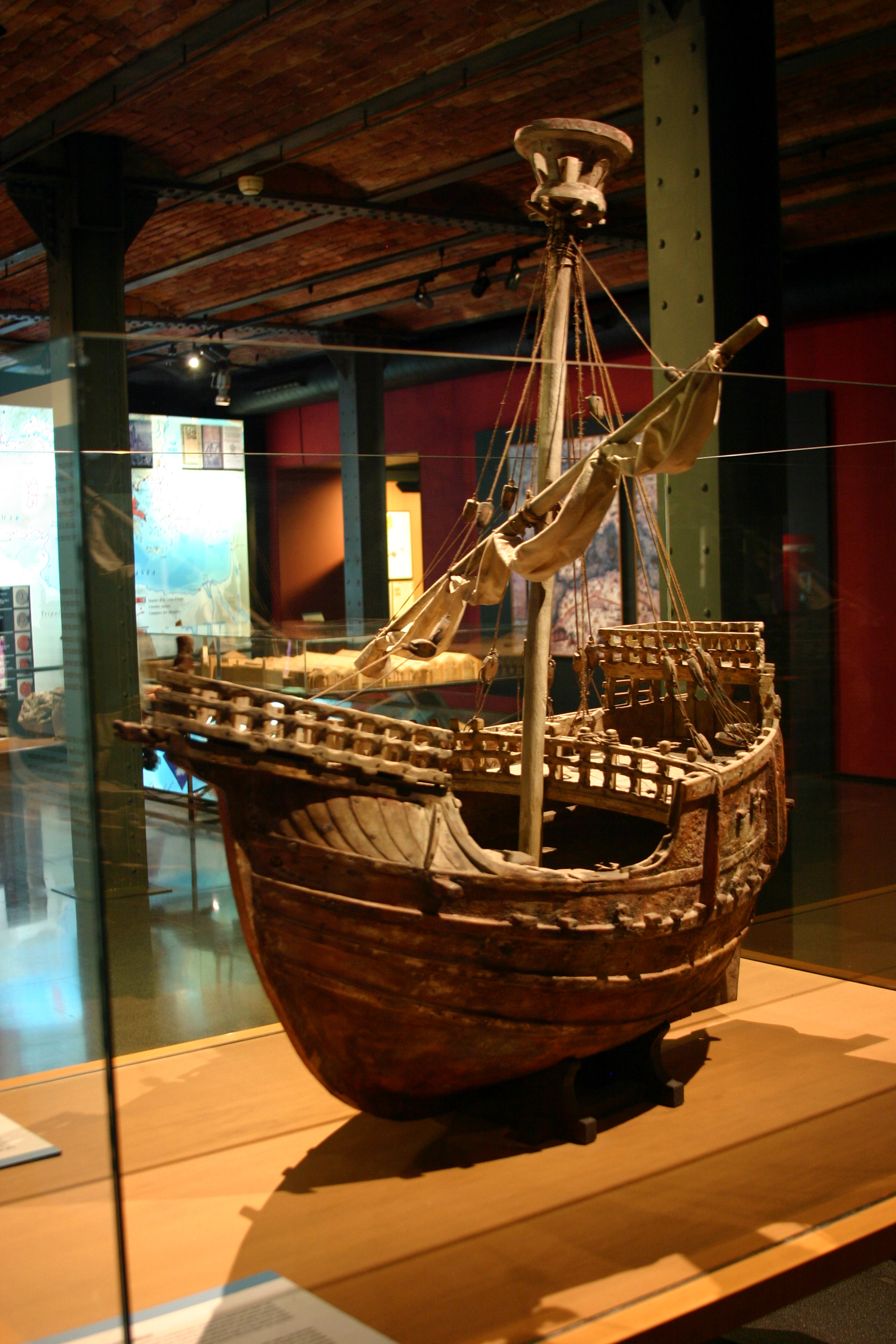
Maqueta de la coca de Mataró, al Museu d'Història de Catalunya, Barcelona. La coca Sant Climent devia tenir un aspecte semblant

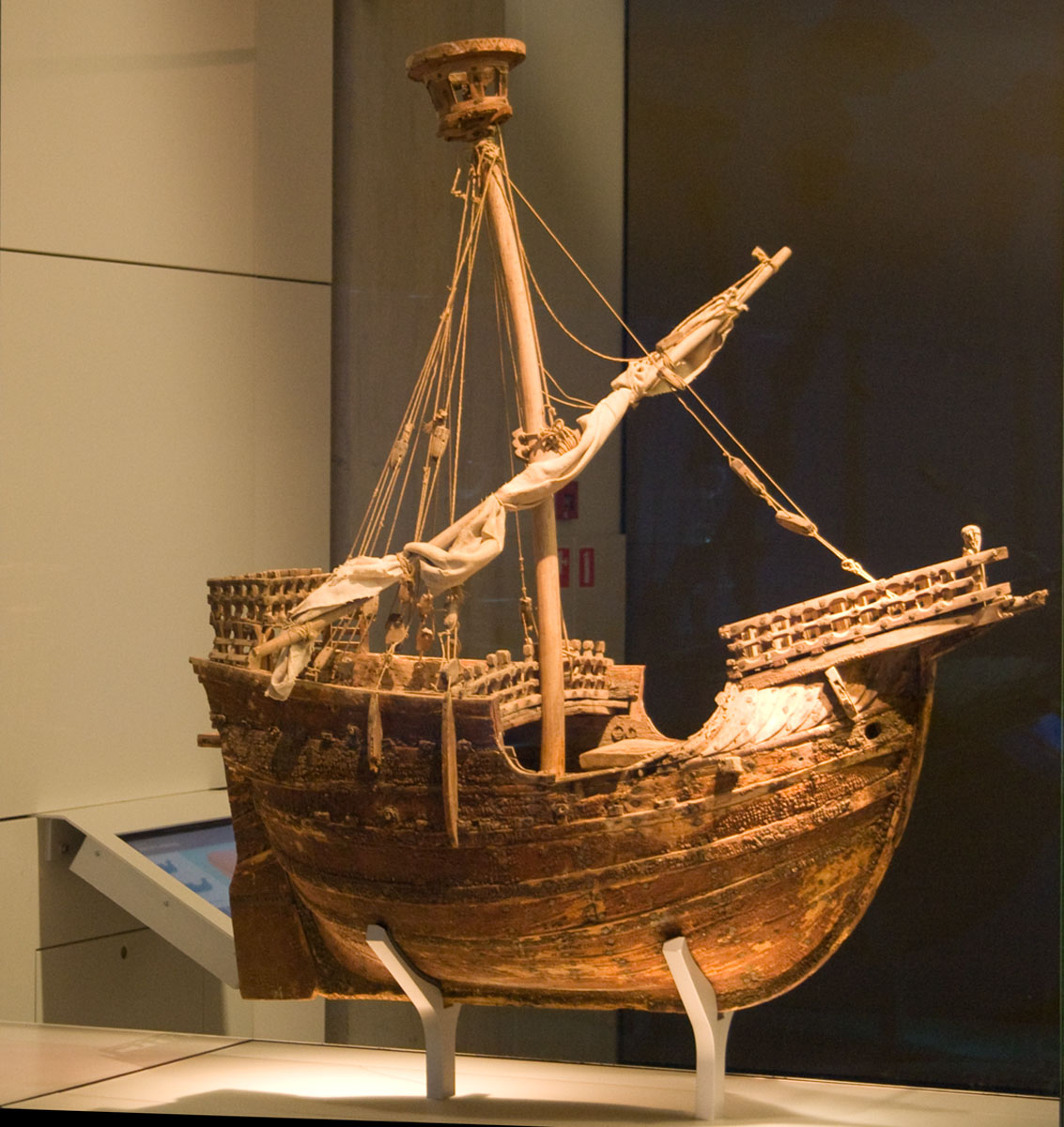
Nau típica medieval catalana: la coca de Mataró, conservada a partir d'un exvot que van donar uns mariners que van sobreviure a una tempesta

La coca Sant Climent  fou una coca de grans dimensions, armada l'any 1331 per tretze ciutadans de Barcelona per a lluitar i defensar-se dels genovesos (enemics de Catalunya en aquella època). (Vegeu Guerra catalanogenovesa (1330-1336)). La coca havia estat construïda a Gènova i capturada per l'almirall Galzeran Marquet. La va comprar la ciutat de Barcelona i la va tornar a en Marquet per a fer el cors contra els genovesos, segons contracte amb el sindicat esmentat de tretze ciutadans. Tot i que les mides no es coneixen, la coca Sant Climent estava pensada per a 500 tripulants armats. De la mateixa època i posteriors hi ha bastiments de dimensions considerables semblants a la coca Sant Climent. Per exemple les naus de la batalla de Ponça d'Alfons el Magnànim: Magnana, Lomellina, Calva...

## Documents de referència
Hi havia dos manuscrits sobre pergamí a l'Antic Arxiu Municipal de Barcelona que foren copiats i comentats en part per Antoni de Capmany (“Memorias Históricas de Barcelona”, Volum 2; pàg. 406-414).
Aparentment els manuscrits originals es conserven: Catàleg dels manuscrits municipals de Barcelona. Anys 885-1334.Volum I.

## Detalls constructius
Es tractava d'una coca “de tres cobertes” amb un arbre únic i un bauprès.
L'arbre disposava d'una gàbia enfalcada i d'una xàrcia ferma descrita de forma incompleta :
- 4 estais
- 2 amantines “ab lur tayes” (amb llurs politges)[5]
- 2 gordins (guardins?)[6]
- 2 amanç (dos amants)
- 3 gindars amb aspes (3 guindars?)
- una sobrega
- dues striges

L'antena anava fornida amb trossa, palomes i bigota.

### Veles
- dos treus (NOTA: El treu era una vela quadra, de forma trapezoidal; aproximadament quadrada. El fet de portar-ne dos probablement indica que n'hi havia un de gran i un altre més petit per a tormenta. També podria ser que fossin tots dos treus iguals. Per a portar-ne un de recanvi).
- dues bonetes (Les bonetes eren veles suplementàries que s'unien a la base del treu amb una lligada especial, que permetia “arriar-les” en un instant en cas de necessitat. Com en el cas anterior no tenim la descripció exacta de la seva funció. Podria tractar-se de dues bonetes rectangulars, amb possibilitat d'afegir-les totes dues al treu gran, una a continuació de l'altra).
  - setze maços de badafions de boneta (NOTA: Per a “lligar” les bonetes al treu. Les bonetes s'abotonaven al treu[7]).
- dues escotes
- un bruyol ab taya (un “brullol” amb politja ?)[8]

### Equipament auxiliar de navegació
- Una grandola (un góndola, un esquif)
  - NOTA: Més avall en el document es parla “exàrcia d'arbre de barcha”. Can entendre que la barca tenia un pal (i probablement una vela auxiliar, no inventariada)
- Una espacha de barcha (?)
- Dos arganells (dos argues petits, un amb pern o eix de ferro)
- 53 rems de barca (NOTA: Considerant que calia portar rems de recanvi, això podria indicar que la “góndola” era una barca de panescalm d'entre 20 i 40 rems).
- un govern de la barcha (un timó per a la barca)

### Bomba de sentina?
- Un cau de sentina
- (Més avall en el document hi ha: “dues mànegues de cuyr”. No tindrien sentit sense una bomba o trompa d'esgotar).

## Armament
- Item, ducentas sexaginta tres dotzenes de darts nous (273 dotzenes de darts)
- Item, quadr.. . ... lançes longues ab ferre (40 llances largues?)
- Item,trescentas quinquaginta septem lançes (357 llances)
- Item, viginti astes de lançes sens ferres.
- Item, octo fanas dels quals ni ha menys dasta. .. .(8?)
- Item, septem roncoles è rampins.
- Item, quatuor days ab. .. . (4 dalles)
- Item, una asta de penó ferrada.
- Item, trecentas ballestes (300 ballestes)
- Item, sexdecim crochs (16 ballestes de croc)
- Item, sexaginta octo paveses (68 pavesos)
- Item, quadraginta novem bacinets nous (49 bacinets nous)
- Item, ni ha de veyls quinquaginta septem (57 bacinets vells)
- Item, quadraginta dues cuyraçes noves (42 cuirasses noves)
- Item, sexaginta quinque cuyraçes veyles (65 cuirasses velles)
- Item, sexaginta dues gorgeres veyles (62 gorgeres velles)
- Item, una plastre de plom.
- Item,decem & septem caxes de viratons & de púes en que ha septem mille &

quingentas viginti entre viratons è púes (17 caixes de viratons i púes; 7520 unitats entre viratons i púes)

## Estris de cuina i queviures
El benestar i la simple supervivència d'una tripulació que havia de practicar el cors exigien queviures i estris de cuina. En aquest sentit formaven part de "l'armament" d'una nau de guerra.
- dues calderones de cuynar grans ab una cuberta
- un calderó de pega (una caldera de pega no és un estri de cuina)
- dos ferres de cuynar
- una loça (una llosa?)
- tres gavetes
- una lanta de coure (una llàntia de coure?)
- una corbeyleta hon ha fava (un cistell amb faves?)
- dues gerres olieres vuydes
- ayls (alls)
- vint cadafes è setriys de terra (20 garrafes? i setrills de terrissa)
- ducentas septuaginta sex escudeles de fusta (275 escudelles de fusta)
- duodecim vernigats (12...?)
- cuylers de boca (culleres de boca)
- un barrill de faves
- sex sachs de canamás vuyts
- un sach on ha bescuyt pudrít
- quatre sachs de faves qui no son de tot plens
- un sach de ciurons (un sac de cigrons)
- un sachet de lantíes (un saquet de llenties)
- una serra arborera (tampoc no sembla un estri de cuina)
- un odre de caviari

.
.
.
- un payol de pa que suma á nostre parer de septuaginta ad octuaginta quintars de que menje la companya
- un tinell de sal

## Instruments de navegació?
- ”novem lanternes” (9 llanternes)
- Tres ampoles (3 ampolles o ampolletes?; 3 rellotges de sorra?)[9]
- Dos escandays la un ab piló (2 escandalls ; 1 amb piló).
  - En el cas que les "tres ampoles" anteriors indiquessin ampolletes d'hores, es tractaria de la referència més antiga d'aquest instrument de navegació en un vaixell.
  - "Lanternes" i "ampoles" es llegien i pronunciaven "llanternes" i "ampolles".

## Resultat de les accions de cors
Segons documents de l'any 1332 la coca sant Climent va capturar una coca genovesa, el capità de la qual era Conradino de Monella, i una galera pisana i una altra coca genovesa en accions posteriors.

### Dos documents addicionals
En l'obra de Capmany referenciada, a continuació dels dos documents comentats més amunt, hi ha dos documents en llatí que resumeixen el repartiment dels guanys entre els tretze armadors i la ciutat de Barcelona.

### Sobre la coca genovesa
Salvant errors de lectura i traducció, la coca genovesa es va avaluar en una certa quantitat a la que s'afegia el rescat del capità genovès. Puig que l'arbre de la coca Sant Climent es va malmetre el balanç té en compte el valor del pal (100 florins d'or equivalents a 75 lliures).
Les xifres (a confirmar per una persona experta) serien les següents:
- Valor de la coca, exàrcia i càrrega: 1163 lliures
- Valor del rescat del capità genovès: 1156 lliures 15 sous

Altres despeses que recull el document caldria analitzar-les amb detall. Igual consideració pel que fa al balanç i els guanys a repartir entre la ciutat de Barcelona i els tretze armadors.

### Sobre la galera pisana
Amb les reserves pertinents sembla que hi ha dues quantitats implicades:
- 142 lliures 15 sous (de la galera pisana?)
- 189 lliures 8 sous (de la coca anterior?)

El balanç seria:
- - 332 lliures 3 sous 11 diners

La quantitat final serien els guanys dels tretze armadors de la coca Sant Climent.

### Resum i conclusions
Sense tenir en compte els probables errors d'interpretació de les xifres, hi ha algunes conclusions clares:
- El valor d'una coca capturada
- El valor de rescat d'un capità de coca
- El valor de l'arbre de la coca Sant Climent
- El valor d'una galera pisana

## Inventaris de captures en operacions de cors
El cas de la coca Sant no és un cas aïllat. Quan un corsari capturava un bastiment enemic el portava a un port amic i procedia a la venda del bastiment, la càrrega i de tots els estris que hi havia a bord. La quantitat obtinguda es repartia segons els acords previs, descomptant abans les despeses i eventuals indemnitzacions. La part dels rescats de presoners era un xic més lenta i complicada però es repartia igualment, un cop obtinguda.
Un cas interessant amb inventari és el del “vascello cohoperto vocato Sanctus Nicolas”, un llenty cobert de Messina capturat per una galera de Niça l'any 1294. Charles de la Roncière va publicar el document (amb inventari) en que Charles II de Nàpols ordenava tornar la nau i els objectes robats als seus propietaris. Un fragment diu el següent:
8 mai 1294.
Sur la plainte de l'infant d'Aragon, Charles II le Boiteux, roi de
Naples, ordonne de restituer a l'équipage du Saint-Nicolas, de
Messine, le vaisseau et les objets capturés par la galère niçoise
de Renier Grimaldi et autres et vendus a Tarente. Il donne, en
consequence, l'inventaire dressé par les plaignants.
..
- Mappamundum unum cum compasso, lar. 7 et gr. 40.
- Calamita cum apparatibus suis 4, tar. 2.
- Mappamundum unum, tar. 6.
- Calamita 4, tar. 2.
- Mappamundum unum, tar. 7.

En conjunt 3 cartes marines, 1 compàs i dues calamites.
- En el cas de la coca Sant Climent, la coca i la galera capturades devien portar instruments de navegació. Instruments de navegació que portava un vaixell menor el 1294. I que en la captura de 1332 no poden analitzar-se per manca d'inventari conservat. inventaire de bord